# Psmith giornalista
Psmith giornalista (Psmith, Journalist) è un romanzo umoristico-sociale dello scrittore britannico P. G. Wodehouse, pubblicato in volume nel 1915 . 
Il romanzo fu scritto nei primi mesi del 1909 e pubblicato dapprima a puntate sul periodico The Captain nel periodo 1909-1910. Psmith, il protagonista del romanzo, giunto a New York in compagnia del suo vecchio compagno di scuola Mike, a sua volta in tournée negli Stati Uniti con la squadra universitaria di cricket, modifica la linea editoriale di un periodico per famiglie favorendo inchieste sui bassifondi newyorchesi in cui sono coinvolti proprietari di case fatiscenti, pugili e gangster: aspetti sociali di raro riscontro nelle opere generalmente disimpegnate di Wodehouse.  Parte del testo è contenuto anche nell'edizione statunitense del romanzo Il principe e Betty (The Prince and Betty) del 1912 .  Psmith giornalista ha avuto quattro traduzioni in lingua italiana nell'arco di 59 anni, a partire dal 1932.

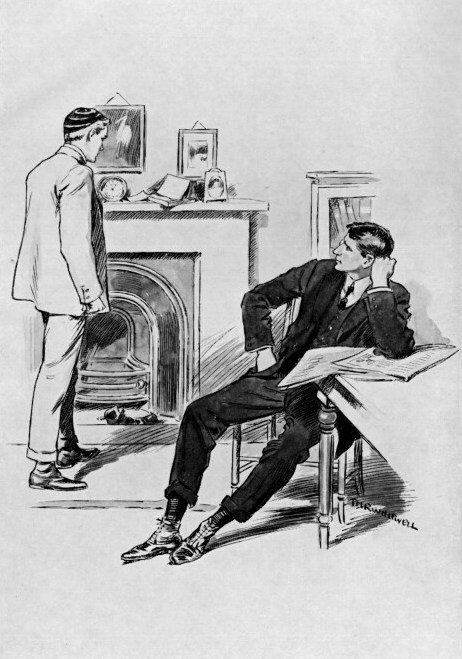
Mike e Psmith (illustrazione di T.M.R. Whitwell al romanzo Mike, ed. A. & C. Black del 1909)

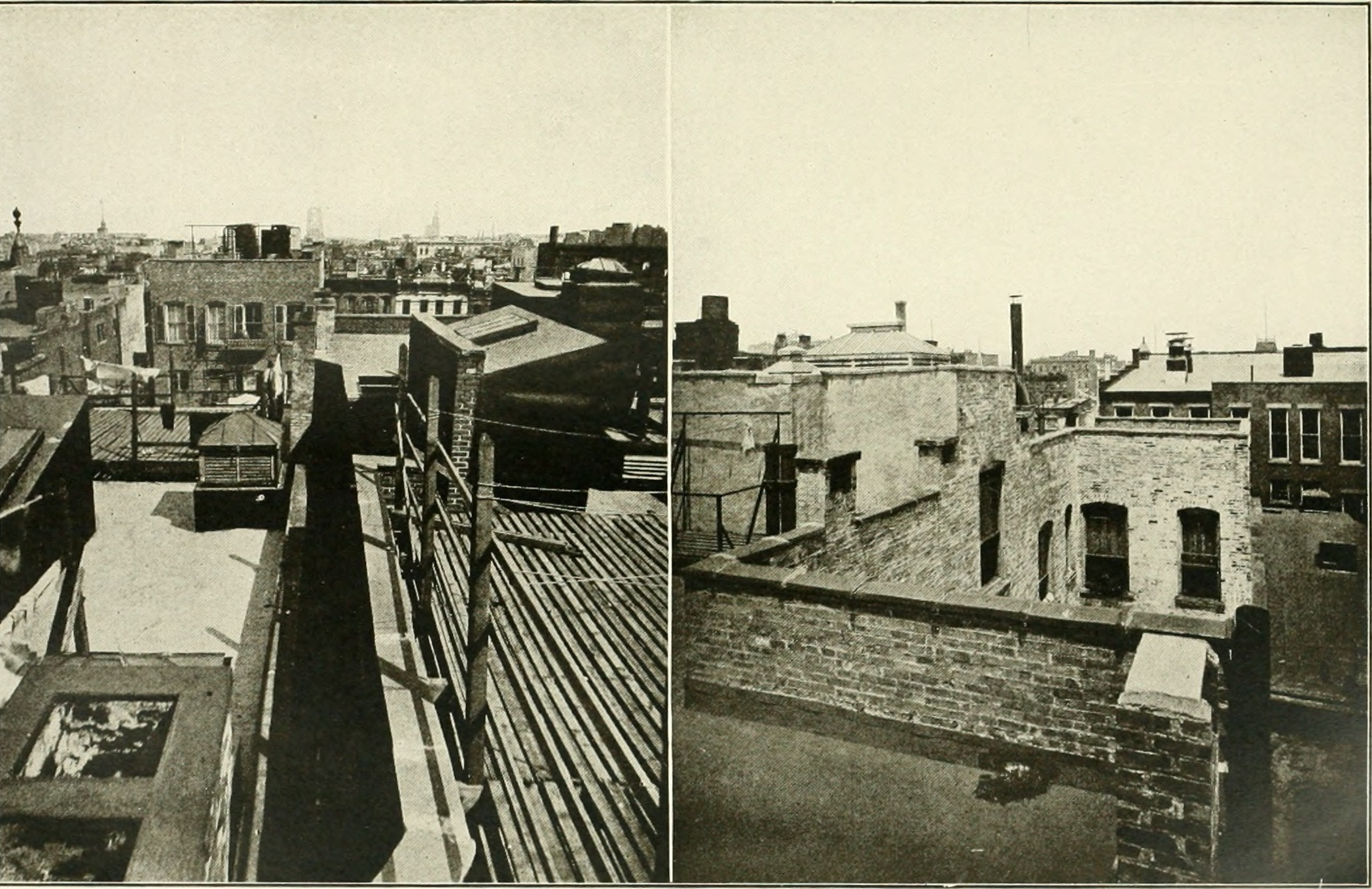
Quartieri popolari a New York (fotografie di Frederick Convers Beach del 1903)

## Storia editoriale
Psmith, Journalist fu scritto da Wodehouse nei primi mesi del 1909, quando l'autore si trovava a New York. Il testo, corredato dalle illustrazioni di T. M. R. Whitwel, apparve a puntate sul mensile inglese per ragazzi The Captain tra l'ottobre 1909 e il febbraio 1910. Il volume Psmith, Journalist fu pubblicato dalla casa editrice Adam & Charles Black di Londra il 20 settembre 1915, corredato di dodici illustrazioni a piena pagina di T. M. R. Whitwel. Tuttavia nel 1912, tre anni prima la pubblicazione del volume londinese di Psmith, Journalist, negli Stati Uniti fu pubblicata in volume una versione del romanzo The Prince and Betty ("Il principe e Betty") che conteneva, dal dodicesimo capitolo in poi, il testo di Psmith, Journalist, sia pure con alcune modifiche . In The Prince and Betty Rupert Smith, studente dell'università statunitense di Harvard e redattore ad interim della rivista "Peaceful Moments" assume Betty come segretaria e fra i due si instaura un rapporto di amore e odio; Rupert Smith ha tutte le caratteristiche di Psmith: il monocolo, l'eloquio, l'abitudine di rivolgersi agli altri con l'allocutivo "compagno", ecc.). Il principe e Betty fu pubblicato in volume nel 1912 anche in Gran Bretagna dalla casa editrice Mills & Boon, ma privo delle parti in cui compariva Rupert Smith. Pertanto il contenuto del volume Psmith, Journalist pubblicato in Gran Bretagna nel 1915 è essenzialmente lo stesso pubblicato a puntate negli anni 1909-1910; non dovrebbe essere considerato una revisione dell'edizione statunitense di The Prince and Betty ma un predecessore. 
Non è finita. Negli anni trenta Wodehouse, il quale lavorava negli Stati Uniti in qualità di sceneggiatore a Hollywood, revisionò la vicenda di Psmith giornalista, in parte aggiornandola e in parte riscrivendola ex novo (vi sono riferimenti al proibizionismo e al Crollo di Wall Street). Ne uscì fuori un romanzo breve intitolato A Prince for Hire pubblicato in cinque puntate dall'aprile all'agosto 1931 sulla rivista statunitense The Illustrated Love Magazine e pubblicato in volume, postumo, solo nel 2003 a cura di Tony Ring. 
In Italia Psmith giornalista ha avuto quattro traduzioni nell'arco di 59 anni . Nel 1932 fu pubblicata una traduzione dalla casa editrice Bietti). Nel 1940 apparve una nuova traduzione ad opera di Gian Dàuli pubblicata dalla Lucchi . Nel 1990 apparve una nuova traduzione, di Stefania Bertola, intitolata Le gesta di Psmith, pubblicata dapprima dalla Guanda e ripresa da TEA nel 2002. Infine, nel 1991 l'ultima traduzione, di Anna Chiara Trimarchi, pubblicata dalla Mursia.  Nel 1932, anno della prima traduzione in lingua italiana di Psmith giornalista, apparvero anche due traduzioni dell'edizione britannica di Il principe e Betty: di Francesco Palumbo per Bietti, e di Maria Martone per Monanni.

## Trama
Il signor Wilberfloss, direttore del settimanale per famiglie "Dolci momenti", costretto a trascorrere un periodo di convalescenza in montagna di dieci settimane, ha lasciato la direzione della rivista al suo vice Billy Windsor. Pugsy Maloney, il fattorino, porta in redazione un gatto che ha salvato dai maltrattamenti di alcuni teppisti, e lo consegna a Billy, noto amante di gatti. In seguito Pugsy comprende che il gatto appartiene a suo cugino Bat Jarvis, capo della banda di malviventi "Groome Street".
Prima di ritornare a casa con il gatto in un cestino, Billy Windsor si ferma a cenare in un ristorante dove sono presenti anche i due giovani inglesi Psmith e Mike. I tre fanno amicizia dopo che Psmith si è prodigato a calmare un cameriere infuriato perché il gatto era uscito fuori dal cestino. Invitati a casa di Windsor, Psmith e Mike fanno conoscenza del capo banda Bat Jarvis, venuto a recuperare il proprio gatto. Billy mostra ai due la rivista che dirige. Psmith la esamina e dice a Billy che "Dolci momenti" appare un giornale privo di brio e leggibilità, e dovrebbe pertanto cambiare linea editoriale. Psmith si offre come redattore volontario non retribuito per aiutare Billy Windsor nella ristrutturazione del giornale. 
Mentre gironzolano per New York, Mike e Psmith si ritrovano in "Pleasant Street", un quartiere di bassifondi in cui si sommano miseria, vizio e criminalità. Sconvolto, Psmith decide che "Dolci momenti" debba iniziare una campagna per combattere il degrado del quartiere. Il giorno successivo Mike parte con la squadra di cricket per Filadelfia e Psmith si reca alla redazione di "Dolci momenti". Vi incontra il pugile Kid Brady, che si sta lagnando col suo amico Billy Windsor della corruzione del mondo della boxe. Psmith decide che il giornale debba appoggiare Kid Brady.
Il nuovo indirizzo cambia le fortune del settimanale: aumentano le vendite, la tiratura e il prestigio di "Dolci momenti". Psmith e Windsor rifiutano i tentativi di corruzione di un certo Francis Parker, rappresentante di un proprietario di abitazioni popolari desideroso di bloccare le inchieste sulle speculazioni urbanistiche. Bat Jarvis, grato a Billy e Psmith per l'aiuto dato al suo gatto, li avverte di aver ricevuto e respinto una grossa offerta per eliminare i due redattori. Infine più tardi, sulla strada di casa, Psmith e Windsor si accorgono di essere pedinati da tipi sospetti. 
Kid Brady, il pugile supportato dal giornale, ha l'opportunità di salire sul ring contro un grande campione e vince nettamente. Dopo il combattimento, Brady viene nominato "direttore d'assalto" di "Dolci momenti": di fatto ottiene l'incarico di guardia del corpo dei redattori. La potenza di Kid sarà messa alla prova poco dopo, quando Psmith e Billy Windsor saranno assaliti da una banda di malviventi. Grazie a Kid l'assalto è respinto (ma una pallottola buca il cappello di Psmith) e viene catturato uno degli assalitori: Jack Repetto, membro della banda "Three Points" di Spider Reilly. I malviventi ricorrono anche alle armi da fuoco, ma fuggono all'arrivo della polizia. In seguito viene ostacolata la distribuzione di "Dolci momenti" e i singoli cronisti ricevono minacce. Fortunatamente per questi ultimi nasce una guerra fra le bande "Table Hill" e "Three Points" che lascia in pace per qualche tempo "Dolci momenti". 
Ma le violenze e le intimidazioni riprendono con altri mezzi. Billy Windsor convince un esattore di nome Gooch a render noto il nome del proprietario delle abitazioni di "Pleasant Street": è Stewart Waring, ex commissario per le abitazioni di New York e candidato alle elezioni comunali. Poco dopo un borseggiatore sottrae a Billy la dichiarazione firmata da Gooch. Il giorno dopo Psmith apprende che Billy è stato incarcerato per aver picchiato un poliziotto che stava cercando di arrestarlo con accuse pretestuose; Psmith, che è sfuggito a un'esperienza simile, si rende conto che i nemici stanno utilizzando la polizia per mettere a tacere il giornale. Con Kid Brady in ritiro lontano da New York e Billy Windsor in prigione per un mese, Psmith decide che è ora di richiedere aiuto a Bat Jarvis. Si reca da Jarvis in compagnia di Mike, che presenta come un esperto inglese di gatti, e convincono Jarvis e il suo scagnozzo Long Otto a proteggere l'ufficio il giorno successivo. L'indomani, quando Repetto e altri due membri della banda Three Pointer irrompono in redazione, vengono cacciati da Jarvis e Otto con l'avvertimento di lasciare in pace "Dolci momenti". Poco dopo si presenta Francis Parker che, con l'inganno, sequestra Psmith e lo conduce fuori città verosimilmente per ucciderlo; Psmith riesce però a liberarsi e, con l'aiuto di Kid Brady, riesce a ritornare incolume a New York.
Il giorno successivo giungono nella redazione di "Dolci momenti" dapprima Wilberfloss, il vecchio direttore infuriato per i cambiamenti avvenuti nel giornale, sia Stewart Waring, il proprietario delle case di "Pleasant Street" che minaccia azioni legali e illegali contro Psmith. Psmith acquieta Wilberfloss rivelandogli di essere il proprietario di "Dolci momenti" e promettendogli che comunque gli restituirà la direzione del settimanale. Costringe quindi Waring, utilizzando le prove che ha raccolto contro di lui, a versare 5000 dollari per il miglioramento delle abitazioni, più tre dollari per sostituire il cappello di Psmith rovinato tempo prima durante la sparatoria con Repetto. 
Alcuni mesi dopo, nella piovosa Cambridge, Psmith riceve una lettera da New York di Billy Windsor che lo informa che Waring ha perso le elezioni comunali, che Kid Brady combatterà la corona mondiale dei pesi leggeri, e che Wilberfloss ha ripristinato la vecchia linea editoriale di "Dolci momenti" riguadagnato tutti i vecchi abbonati.

## Personaggi
PsmithEccentrico "knut" inglese, studente a Cambridge, in vacanza negli Stati Uniti
Mike JacksonAmico di Psmith, giocatore di cricket in tournée negli Stati Uniti
Mr. Benjamin WhiteProprietario del giornale "Dolci momenti"
Mr J. Fillken WilberflossDirettore e ispiratore di "Dolci momenti", assente da New York per motivi di salute
Billy WindsorVicedirettore di "Dolci momenti", sostituisce Wilberfloss durante la sua assenza
Mr Wheeleril direttore amministrativo di "Dolci momenti"
Pugsy MaloneyFattorino nella redazione di "Dolci Momenti", cugino di Bat Jarvis
Bat JarvisCapo della banda di "Groome Street", amante dei gatti
Long OttoMuscoloso e taciturno scagnozzo di Jarvis
Spider ReillyCapo della banda "Three Points"
Jack RepettoAppartenente alla banda "Three Points" di Reilly
Dude DawsonCapo della banda "Table Hill", il principale rivale di Reilly
Stewart WaringPolitico disonesto, proprietario di appartamenti a "Pleasant Street", un quartiere di bassifondi di New York
Il signor GoochDipendente di Stewart Waring, esattore degli affitti di "Pleasant Street"
Francis ParkerMalvivente al servizio di Stewart Waring
Kid BradyPugile, promettente peso leggero
Jimmy GarvinCampione mondiale dei pesi leggeri; Kid Brady spera di poterlo sfidare, un giorno

## Critica
Psmith giornalista è un romanzo appartenente a quello che George Orwell nel saggio in difesa di Wodehouse definisce il secondo periodo delle opere di Wodehouse, il "periodo americano", successivo al "periodo scolastico" di cui Mike fu l'esempio migliore. Nel periodo fra il 1909 e il 1920 circa, Wodehouse soggiornò negli Stati Uniti e per un po' mostrò segni di americanizzazione nel linguaggio e nelle prospettive; la trama spesso si basava sul contrasto tra modi inglesi e americani, i personaggi inglesi comparivano in un'ambientazione americana, e viceversa; nei testi si potevano trovare occasionalmente dei tentativi di serietà morale. In questo romanzo non compaiono personaggi femminili. Psmith è uno "knut" che tuttavia si definisce "socialista", termine che, a giudizio di Orwell, nella mente di Psmith e in quella di Wodehouse, uno scrittore mancante assolutamente di consapevolezza politica, non significa altro che ignorare le distinzioni di classe. Per il linguista Robert Anderson Hall, la maggior fonte di ilarità e segno distintivo dello stile di Woodehouse è il linguaggio, in particolare l'arte della similitudine (paragoni, ipotesi, metafore) che, anziché creare un rapporto di somiglianza fra i termini, esprime analogie e contrapposizioni spesso insensate fra elementi eterogenei. Per Orwell i libri di Wodehouse sono rivolti a un pubblico educato secondo le linee tradizionali in età edoardiana; pertanto, come in altre opere di Wodehouse, anche in Psmith giornalista sono molto frequenti le citazioni di opere letterarie classiche, della Bibbia e soprattutto di Shakespeare. Nel 2019 Psmith, Journalist fu inserito dalla BBC nell'elenco dei 100 romanzi in lingua inglese "più stimolanti".
Una curiosità: la famosissima espressione "Elementare, Watson" non si trova in alcuno dei racconti di Conan Doyle; si tratta invece di un'invenzione di Wodehouse che la fece pronunciare, con chiaro riferimento a Sherlock Holmes, da Psmith nel XIX capitolo di "Psmith giornalista", pubblicata per la prima volta nella rivista The Captain del dicembre 1909.

## Edizioni
- (EN) Psmith, Journalist, illustrazioni di T. M. R. Whitwell, 1ª ed., London, A & C Black, 1915.
- Psmith giornalista : romanzo, traduzione di Alfredo Pitta, Milano, Bietti, 1932.
- Psmith giornalista : romanzo umoristico, traduzione di Gian Dàuli, Milano, Lucchi, 1940.
- Le gesta di Psmith, traduzione di Stefania Bertola, Introduzione di Guido Almansi, Parma, U. Guanda, 1990, ISBN 88-7746-451-8.
- Psmith giornalista, traduzione di Anna Chiara Trimarchi, Milano, Mursia, 1991, ISBN 88-425-0837-3.
- Le gesta di Psmith : romanzo, traduzione di Stefania Bertola, introduzione di Guido Almansi, Milano, TEA, 2002, ISBN 88-502-0248-2.